# 4595 Принц
4595 Принц (4595 Prinz) — астероїд головного поясу, відкритий 2 березня 1981 року.
Тіссеранів параметр щодо Юпітера — 3,425.